# De KuS
De KuS, voluit Design en Kunst uit Suriname, was tot 2019 in Paramaribo en is sinds 2021 in Amsterdam een winkel en kunstgalerie in Paramaribo. Samen met onder meer stichting Matoekoe wordt samengewerkt in het voortbrengen van kunstvoorwerpen. Daarnaast fungeert De KuS als platform voor andere kunstenaars.

## Geschiedenis
De KuS werd in 2010 opgericht door Annette Bijman. In 2007 was ze op vakantie in Suriname en tweeënhalf jaar later besloot ze om terug te gaan en mogelijkheden in het land te onderzoeken. De eerste tijd reisde ze nog geregeld heen en weer naar Nederland. Doordat ze in het begin overal contacten legde, kwamen er steeds weer projecten naar haar toe. Eerst was De KuS gevestigd aan de Frederik Derbystraat en vanaf 2015 in een groter pand aan de Aukalaan.
De KuS sloot in 2019 haar deuren in Paramaribo. In 2021 werd in Amsterdam een doorstart gemaakt.

## Kunstprojecten
De KuS is ingericht als expositieruimte, met grote foto's aan de muren. Daarvoor staan attributen en kunstwerken uitgestald, variërend van houten meubelen tot recyclekunst.
In de galerie ligt de nadruk vooral op het herontwerpen van authentieke attributen naar moderne kunstvoorwerpen. Enkele voorbeelden hiervan zijn het maken van kettingen van autobanden en het versieren van kokosnoten. Door vraag onder vrienden kwam Bijman steeds meer in contact met hout als materiaal. Hiervoor gebruikt ze hardhout dat duikers uit het Brokopondostuwmeer naar boven halen.
Terugkerend is de samenwerking in projecten met de stichting Matoekoe die kinderen met een handicap opvangt. Voor de galerie beschilderen zij voorwerpen, zoals vazen en lampen, en brengen ze kunstzinnige gebruiksvoorwerpen voort, zoals deurmatten en bananenbladen. Deze voorwerpen krijgen vervolgens een plek in de galerie. Daarnaast zijn er terugkerend projecten met meubelontwerpers, onder wie Ken Doorzon, Samba Furniture, Brokopondo Watra Wood, Chris Kuit, Jelle Sipma en Christiaan Janssen.

## Platform
De KuS is ook een platform voor andere kunstenaars, designers en fotografen. Voor de kunstenaars worden onder meer activiteiten georganiseerd, zoals een vintagemarkt, een Art and Flea Market en meer. Daarnaast wordt plek aan andere kunstenaars geboden. Een van hen is de edelsmid en ontwerper Warda Marica van wie sieraden in de galerie te zien zijn. Aan de achterkant van het pand bevindt zich het atelier van Janny Bansia die maatlingerie maakt.

## Galerij
| Kunstvoorwerpen tijdens de Art and Flea Market, 2017 |
| Kunstvoorwerpen tijdens de Art and Flea Market, 2017 |